# Kidnapping - La sfida
Kidnapping - La sfida è film TV thriller in coproduzione italiano-tedesca del 1998 per la regia di Cinzia TH Torrini. Tra gli interpreti principali vi sono Luca Zingaretti, Dalila Di Lazzaro e Heinz Hoenig.

## Trama
Un gruppo di criminali rapisce il figlio dell'imprenditore tedesco Max Klausner, il quale rifiuta di pagare il riscatto, intuendo chi siano i mandanti del rapimento. Max si avvale così dell'aiuto di un ex agente segreto della Germania Est, grazie al quale riesce ad identificare i colpevoli del rapimento, e decide di rapire per vendetta il figlio di uno dei membri del gruppo criminale, affermando di essere disposto a liberarlo solo a condizione che anche il proprio figlio venga rilasciato. La mediazione viene trattata dall'avvocato Iorio.

## Produzione
Il film è una co-produzione italo-tedesca. Le riprese sono state effettuate in Toscana (Grosseto, Alberese e Castiglione della Pescaia) e in Sardegna; alcune scene sono state girate a Berlino.